# Ensembliste-identitaire et mathématiques
 (février 2025).
Si vous disposez d'ouvrages ou d'articles de référence ou si vous connaissez des sites web de qualité traitant du thème abordé ici, merci de compléter l'article en donnant les références utiles à sa vérifiabilité et en les liant à la section « Notes et références ».
 (mars 2019).
L'ontologie ensembliste-identitaire a été conceptualisé puis formalisé par le philosophe du XXe siècle Cornelius Castoriadis. À la fin de sa vie, il a apparemment abandonné de poursuivre ses recherches[réf. nécessaire].

## Partie rigoureusement mathématique
Dans l'ontologie ensembliste-identitaire (e-i) quand on dit « la vache est un mammifère » cela signifie que la vache appartient au sous-ensemble des mammifères. Castoriadis a bien précisé cette appartenance à un sous-ensemble en des termes conformes à l’état des mathématiques de l’époque. Tout tourne autour des classes d’équivalence.

### Petit rappel mathématique
Une relation d'équivalence R dans un ensemble E est une relation binaire qui est dans cet ensemble, réflexive, symétrique et transitive.
- C'est une relation binaire, notée R.
- R est réflexive : tout élément de E est associé à lui-même, x R x:
- R est symétrique : x R y implique y R x :
- R est transitive : x R y et y R z impliquent x R z :

Considérons un ensemble E muni d'une relation d'équivalence R. La classe d'équivalence d'un élément x de E, notée « ( x ) », est alors l'ensemble des images de x par R :
- (x) est un sous-ensemble de E.
- (x) n'est jamais vide, car elle contient toujours au moins x lui-même (est réflexive).
- Inversement, tout élément de E appartient à au moins une classe d'équivalence : la sienne.
- (y) = (x) ssi y appartient à (x).
- Inversement, si y est un élément de E n'appartenant pas à (x) , alors l'intersection de (x) et de (y) est vide.

On déduit de ce qui précède que l'ensemble des classes d'équivalence de E forme une partition de E. Inversement, toute partition d'un ensemble y définit une relation d'équivalence.

### Formalisation de l’ensembliste identitaire (e-i)
Castoriadis remarque que dans l'exemple « la vache appartient au sous-ensemble des mammifères », l'exemple peut aussi signifier que :
- la vache appartient à la classe d’équivalence des mammifères, ou bien
- la vache est lié à la chèvre par une relation d’équivalence « R » qui consisterait à dire que toutes les caractéristiques des mammifères lient vache et chèvre, ou bien
- que vache et chèvre sont dans une même classe d’équivalence dont « l’identité » est faite des caractéristiques des mammifères

La notion d’ensembliste-identitaire découle de ces significations.
En ce sens, notre univers physique et biologique serait descriptible en termes d’ensembles et de sous-ensembles gigognes d’êtres, reliés par des relations d’équivalence. L’univers de l’ontologie ensembliste-identitaire serait fait d'une chose plus complexe que la taxinomie, qui serait une organisation en treillis mathématique. Ici on ne trouve pas d’inconvénient formel à l’emploi de ces concepts mathématiques pour définir un concept de philosophie ontologique.
On peut aussi appeler cette notion de sous-ensembliste-équivalentaire, terme qualifié de barbare[Quoi ?].

## Tentative d’axiomatisation du social-historique (s-h)
Dans cette ontologie les choses se compliquent comme le fait remarquer Castoriadis. En effet on peut tenter de décrire des institutions sociales selon un formalisme mathématique puisque le langage ordinaire est trop « humain » ou « social » ou « institué » pour décrire quelque chose qui ferait partie de son ontologie (le langage est un des premiers objets que l’on repère comme dépassant l’ontologie ensembliste-identitaire (e-i) et appartenant au s-h, social-historique). Disons que l’on va tenter d’utiliser un mélange de formalisme mathématique et de langage courant.
Castoriadis invente la notion de magma (rien à voir avec la structure mathématique de Magma ou de monoïde, simple coïncidence). Un magma est un ensemble-plus-quelque-chose, partitionné lui-même en sous-magmas qui sont des sous-ensembles-plus-quelque-chose. Les ensembles et sous-ensembles en question peuvent très bien être tirés de l’ontologie précédente (ensembliste-identitaire), c’est même obligé car les institutions humaines se construisent (s’étayent dit CC) sur l’univers physico-bio-mathématique. Quand je parle de l’objet sacré chandelier à 7 branches, il est clair qu’il fait partie du sous-ensemble e-i des luminaires. Il est clair aussi que cela ne rend pas compte de sa définition sacrée. On peut toujours tenter de dire qu’il appartient à l’intersection des 2 sous-ensembles, {les luminaires} et {les objets sacrés}, mais… {les objets sacrés} ne sont pas un sous-ensemble trouvable dans la nature puisque leur « identité » de sacré est toujours une institution imaginaire arbitraire inventée par chaque civilisation. Ici c’est le nombre magique de branches, arbitrairement fixé à 7, mais l’étoile de David a un nombre sacré de pointes égal à 6 et le sceau de Salomon est une étoile avec a un nombre sacré de pointes égal à 5. On ne peut même pas constater que cette civilisation possède un nombre magique préférentiel. Pour CC {les objets sacrés} ne sont pas un sous-ensemble mais un magma.
Axiomatique sommaire et récursive : Castoriadis tente une construction similaire à la théorie des ensembles, juste un petit peu plus riche : un magma est fait de sous-ensembles et de magmas. Un magma n’est jamais vide (alors que l’ensemble vide existe en maths). Un magma contient toujours au moins un sous-magma. Le rebouclage de magmas-gigognes n’est pas interdit. Ce qui veut dire que quand on essaie de définir un objet par une imbrication de magmas, on tire un fil de l’écheveau qui mène à un autre écheveau, et on a besoin de définir un certain objet institutionnel par le magma ou objet de départ. Ce qui n’est d’ailleurs pas choquant, la circularité étant une caractéristique de l’ontologie sociale-historique, mais c’est bien ennuyeux pour un travail de formalisation mathématique, l'axiomatique sommaire et récursive des magmas est aussi circulaire. Dans la suite de ses ouvrages, Castoriadis n’a pas beaucoup utilisé ses magmas de manière opérationnelle.